# Alfred Jensen (politiker)
 Der er flere personer med dette navn, se Alfred Jensen.
Peter Alfred Jensen (født 7. juli 1903 i Aarhus, død 13. januar 1988) var en dansk politiker og minister. Han var medlem af Danmarks Kommunistiske Parti. Han var medlem af Danmarks Frihedsråd under besættelsen. I perioden 1936 til 1960 var han medlem af Folketinget og var desuden Trafikminister i Befrielsesregeringen.

## Biografi
Født i Aarhus, søn af vejmand Jens Jørgen Jensen og hustru Maren, født "Sørensen". Efter at have gennemført sin folkeskoleuddannelse blev han lærling, hvilket han dog hurtigt opgav til fordel for at blive murerarbejdsmand. I 1919 tilhørte han den ungdomsfløj, der forlod Socialdemokratiet og i stedet for dannede Danmarks Kommunistiske Parti (DKP).
I 1928 blev han medlem af DKP's bestyrelse og samme år blev han også næstformand for murerarbejdsmændenes fagforening i Aarhus. I 1935 blev han opstillet som folketingskandidat i Århus Amt, og året efter kom han ind i Folketinget som stedfortræder. I 1939 blev han medlem af Folketinget. Fra midten af 1930'erne var han medlem af DKP's centralkomite. I 1941 blev han arresteret på Samsøe, hvorfra han blev ført til København af en landbetjent. På Københavns Hovedbanegård lykkedes det imidlertid Alfred Jensen at slide sig løs og flygte. Fra 1941 måtte han ligesom de andre fremtrædende kommunister i Danmark holde sig skjult, og han blev nu en del af den illegale tremandsledelse for DKP. I januar 1945 indtrådte han som stedfortræder for Børge Houmann i Danmarks Frihedsråd. Den 5. maj blev Alfred Jensen en af modstandsvægelsens repræsentanter i den nye regering. Umiddelbart efter krigen blev han trafikminister, dog kun indtil regeringen gik af senere samme år. I perioderne 1945-1946 var han medlem af lønningskommissionen, 1946 3. Næstformand i Folketinget, 1947-1950 4. næstformand og medlem af finansudvalget, 1947-1950 medlem af forsvarskommissionen. Også efter krigen var han særdeles aktiv inden for politik, blandt andet ved sit forfatterskab.
Gift med Emma Jensen og far til en datter Else Jensen. Blev senere skilt og gift med Ragnhild Andersen.

## Indhold fra dublet-artikel
Peter Alfred Jensen blev den 7.7.1903 født ind i et socialistisk arbejderhjem i Aarhus. Som søn af en vejmand, lå det lidt kortene at Jensen ligeledes skulle arbejde som håndværker. Alfred Jensen gik da også hen og blev murerarbejdsmand. Via sit arbejde fik han sin politiske nysgerrighed, som kulminerede med at han ved årsskiftet 1917-1918 meldte sig ind i Socialistisk Ungdomsforening.
Men Alfred Jensens begejstring for bolsjevikkernes revolution i Rusland, gjorde at han i 1919 valgte at bryde med Socialdemokratiet og følge den revolutionære vej og melde sig ind i det nyoprettede DKP (Dansk kommunistisk Parti). I løbet af 20’erne avancerede Alfred Jensen inden for DKP og begyndte i 1930 at arbejde for DKP’s eget blad 'Aarhus Ekko', det samme blad som han i 1937 skulle blive redaktør for. I 1935 stillede Alfred Jensen op for DKP til Folketinget, men blev ikke valgt ind. Men allerede året efter blev han alligevel indsat som stedfortræder for Thomas Pedersen, som måtte forlade Folketinget for en post som forretningsfører for provinstypograferne. Samme år blev Jensen også valgt ind i DKP’s centralkomite.
Inden for DKP arbejdede Jensen på sin folkefronts politik. Efter 3 år i Folketinget, blev der i 1939 igen udskrevet valg. Igen stillede Alfred Jensen op i Aarhus, og denne gang blev han valgt ind. Men kun et år efter valget, besatte tyskerne Danmark. Den 22. juni 1941 udsendte besættelsesmagten en arrestordre på alle danske kommunister, hvilket betød at det danske politi arresterede Alfred Jensen på Samsø. Men til alt held undslap Alfred Jensen politiet inde på Københavns Hovedbanegård. Ikke alle var så heldige som Alfred Jensen, dette var inklusive formanden for DKP Aksel Larsen, hvilket fik den betydning at Jensen blev indsat som ny formand af DKP. I løbet af krigen arbejdede Jensen på partiets politik. I Januar 1945 overtog Alfred Jensen pladsen som DKP’s repræsentant i Frihedsrådet efter at sygdomsramte Børge Houmann. Som repræsentant for Frihedsrådet ville Alfred Jensen få en betydelig indflydelse på Danmark efter krigen.
Efter krigen blev befrielsesregeringen indsat, hvori Jensen fik en post som trafikminister, indtil november 1945 hvor der blev udskrevet valg. Efter krigen arbejdede Jensen på opretholde kommunisternes indflydelse i Danmark. Til dette formål brugte han erindringerne om DKP’s indflydelse på Modstandsbevægelsen, men det var ikke kun af rent politiske årsager han prøvede at holde erindringerne i live. I 1975 forfattede Alfred Jensen bogen Kommunisterne og Modstandsbevægelsen hvori han prøvede at holde erindringerne om kommunisterne og hvad de var udsat for under krigen i live af rent historiske årsager. Han var bange for at den kamp der blev udkæmpet i det skjulte ville blive glemt. Peter Alfred Jensen døde d. 13.01.1988, han blev 84 år gammel.